# 基希韦勒
基希韦勒是德国莱茵兰-普法尔茨州的一个市镇。总面积6.31平方公里，总人口359人，其中男性186人，女性173人（2011年12月31日），人口密度57人/平方公里。